# Atalanta Bergamasca Calcio 2003-2004
Questa voce raccoglie le informazioni riguardanti l'Atalanta Bergamasca Calcio nelle competizioni ufficiali della stagione 2003-2004.

## Stagione
In seguito alla retrocessione, determinata dallo spareggio perso contro la Reggina, nella stagione 2003-04 l'Atalanta torna in Serie B (l'ultima partecipazione al campionato cadetto era stata quella del 1999-2000, in cui gli orobici si erano classificati al secondo posto): per la prima volta, la seconda divisione conta 24 squadre (a seguito del blocco delle retrocessioni, innescato dal Caso Catania).
La squadra nerazzurra eguaglia un proprio primato, rimanendo imbattuta fino alla 24ª giornata (Venezia-Atalanta 1-0): chiuderà il campionato in quinta posizione, centrando l'immediata risalita in massima serie.
È invece eliminata al primo turno in Coppa Italia: l'unica partita giocata è la prima della fase a gironi, persa a Venezia. La protesta delle società contro l'allargamento della B a 24 squadre si traduce, infatti, nella mancata disputa dei restanti incontri: il Giudice Sportivo punisce i club con la sconfitta a tavolino e un punto di penalizzazione.

## Organigramma societario
Area direttiva
- Presidente: Ivan Ruggeri
- Vice presidenti: Bruno Ruggeri e Giambattista Begnini
- Direttore generale: Roberto Zanzi

Area organizzativa
- Segretario generale: Luca Befani
- Team manager: Luca Befani

Area tecnica
- Responsabile: Fabbrizio Larini
- Collaboratori tecnici: Gabriele Messina e Luciano Passirani
- Allenatore: Andrea Mandorlini
- Vice allenatore: Walter Bonacina
- Preparatori atletici: Mauro Marini e Giorgio D'Urbano
- Preparatore dei portieri: Nello Malizia

Area sanitaria
- Responsabile sanitario: Bruno Sgherzi
- Medico sociale: Claudio Rigo
- Ortopedico: Aristide Cobelli
- Massaggiatori: Marcello Ginami, Robert Kindt

## Rosa
| N. |                    | Ruolo | Calciatore          |
| -- | ------------------ | ----- | ------------------- |
| 1  | Italia (bandiera)  | P     | Massimo Taibi       |
| 2  | Italia (bandiera)  | D     | Fabio Rustico       |
| 3  | Italia (bandiera)  | D     | Natale Gonnella     |
| 4  | Brasile (bandiera) | D     | Santos              |
| 5  | Italia (bandiera)  | D     | Stefano Lorenzi     |
| 6  | Italia (bandiera)  | D     | Gianpaolo Bellini   |
| 7  | Italia (bandiera)  | C     | Michele Marcolini   |
| 8  | Italia (bandiera)  | C     | Antonino Bernardini |
| 9  | Italia (bandiera)  | A     | Luca Saudati        |
| 10 | Italia (bandiera)  | A     | Carmine Gautieri    |
| 11 | Croazia (bandiera) | A     | Igor Budan          |
| 13 | Italia (bandiera)  | D     | Duccio Innocenti    |
| 15 | Senegal (bandiera) | D     | Mohamed Sarr        |
| 17 | Francia (bandiera) | D     | Mehdy Ouchène       |
| 18 | Italia (bandiera)  | C     | Riccardo Montolivo  |
| 19 | Italia (bandiera)  | C     | Damiano Zenoni      |

| N. |                    | Ruolo | Calciatore        |
| -- | ------------------ | ----- | ----------------- |
| 20 | Italia (bandiera)  | A     | Gianni Comandini  |
| 21 | Italia (bandiera)  | C     | Biagio Pagano     |
| 22 | Italia (bandiera)  | C     | Nicola Mingazzini |
| 23 | Serbia (bandiera)  | D     | Vlado Šmit        |
| 24 | Croazia (bandiera) | A     | Davor Vugrinec    |
| 25 | Italia (bandiera)  | D     | Michele Canini    |
| 26 | Italia (bandiera)  | C     | Alex Pinardi      |
| 27 | Italia (bandiera)  | C     | Andrea Lazzari    |
| 28 | Italia (bandiera)  | P     | Michael Agazzi    |
| 29 | Italia (bandiera)  | A     | Giampaolo Pazzini |
| 31 | Italia (bandiera)  | P     | Alex Calderoni    |
| 32 | Italia (bandiera)  | A     | Rolando Bianchi   |
| 32 | Italia (bandiera)  | A     | Luigi Della Rocca |
| 33 | Italia (bandiera)  | D     | Mauro Belotti     |
| 34 | Italia (bandiera)  | D     | Gabriele Perico   |

## Calciomercato

### Sessione estiva(dal 01/07 al 31/08)
| Acquisti | Acquisti            | Acquisti   | Acquisti                     |
| R.       | Nome                | da         | Modalità                     |
| -------- | ------------------- | ---------- | ---------------------------- |
| P        | Nicholas Caglioni   | USO Calcio | fine prestito                |
| D        | Duccio Innocenti    | Bari       | definitivo (1,150 milioni €) |
| D        | Stefano Lorenzi     | Chievo     | compartecipazione            |
| C        | Antonino Bernardini | Vicenza    | compartecipazione            |
| C        | Michele Marcolini   | Vicenza    | compartecipazione            |
| C        | Nicola Mingazzini   | Spezia     | compartecipazione            |
| C        | Biagio Pagano       | Lumezzane  | fine prestito                |
| C        | Vlado Šmit          | Bologna    | prestito                     |
| A        | Igor Budan          | Palermo    | prestito                     |
| A        | Luca Saudati        | Empoli     | fine prestito                |

| Cessioni | Cessioni           | Cessioni   | Cessioni                         |
| R.       | Nome               | a          | Modalità                         |
| -------- | ------------------ | ---------- | -------------------------------- |
| P        | Nicholas Caglioni  | Aglianese  | prestito                         |
| D        | Paolo Foglio       | Siena      | compartecipazione                |
| D        | Cesare Natali      | Bologna    | prestito                         |
| D        | Luigi Sala         | Chievo     | prestito con diritto di riscatto |
| D        | Paolo Tramezzani   | Pro Patria | compartecipazione                |
| D        | Luciano Zauri      | Lazio      | definitivo (5,950 milioni €)     |
| D        | Daniele Berretta   | Ancona     | compartecipazione                |
| C        | Ousmane Dabo       | Lazio      | definitivo (1,5 milioni €)       |
| C        | Cristiano Doni     | Sampdoria  | compartecipazione                |
| C        | Ivan Javorčić      | Arezzo     | compartecipazione                |
| C        | Apostolos Liolidīs | Paniōnios  | definitivo (250.000 €)           |
| C        | Simone Padoin      | Vicenza    | compartecipazione                |
| A        | Inácio Pià         | Ascoli     | definitivo (35.000 €)            |
| A        | Fausto Rossini     | Bologna    | prestito                         |

### Sessione invernale(dal 02/01 al 31/01)
| Acquisti | Acquisti          | Acquisti | Acquisti |
| R.       | Nome              | da       | Modalità |
| -------- | ----------------- | -------- | -------- |
| D        | Mohamed Sarr      | Milan    | prestito |
| A        | Luigi Della Rocca | Bologna  | prestito |

| Cessioni | Cessioni            | Cessioni | Cessioni                         |
| R.       | Nome                | a        | Modalità                         |
| -------- | ------------------- | -------- | -------------------------------- |
| D        | Sebastiano Siviglia | Lazio    | prestito                         |
| A        | Gianni Comandini    | Genoa    | prestito con diritto di riscatto |

## Risultati

### Campionato

#### Girone di andata
| Arbitro: | Morganti (Ascoli Piceno) |

|              |           |           |
| Di Livio 30’ | Marcatori | 67’ Budan |

| Bergamo 8 ottobre 2003, ore 15:00 CEST 2ª giornata | Atalanta            | 0 – 0 referto | Venezia | Stadio Atleti Azzurri d'Italia (10.281 spett.)\| Arbitro: \| Carlucci (Molfetta) \| |
| Arbitro:                                           | Carlucci (Molfetta) |               |         |                                                                                     |

| Piacenza 11 settembre 2003, ore 20:30 CEST 3ª giornata | Piacenza            | 0 – 0 referto | Atalanta | Stadio Leonardo Garilli (6.000 spett.)\| Arbitro: \| De Marco (Chiavari) \| |
| Arbitro:                                               | De Marco (Chiavari) |               |          |                                                                             |

| Arbitro: | Racalbuto (Gallarate) |

|                         |           |                |
| Pinardi 67’ Pazzini 82’ | Marcatori | 57’ Possanzini |

| Arbitro: | Saccani (Mantova) |

|  |           |                            |
|  | Marcatori | 13’, 26’ Pinardi 38’ Budan |

| Arbitro: | Dattilo (Locri) |

|                        |           |           |
| Marcolini 9’ Budan 32’ | Marcatori | 20’ Loria |

| Arbitro: | Dattilo (Locri) |

|                  |           |                        |
| Papa Waigo 90+1’ | Marcatori | 18’ Gautieri 20’ Budan |

| Arbitro: | Racalbuto (Gallarate) |

|                                         |           |            |
| Marcolini 3’ Budan 55’, 57’ Pazzini 81’ | Marcatori | 27’ Godeas |

| Arbitro: | Castellani (Verona) |

|              |           |  |
| Gautieri 60’ | Marcatori |  |

| Arbitro: | Ayroldi (Molfetta) |

|  |           |               |
|  | Marcatori | 21’ Marcolini |

| Arbitro: | Dattilo (Locri) |

|                            |           |                        |
| Pazzini 47’ Gautieri 90+3’ | Marcatori | 36’, 50’ (rig.) Parisi |

| Palermo 2 novembre 2003, ore 15:00 12ª giornata | Palermo              | 0 – 0 | Atalanta | Stadio Renzo Barbera\| Arbitro: \| Gabriele (Frosinone) \| |
| Arbitro:                                        | Gabriele (Frosinone) |       |          |                                                            |

| Arbitro: | Bolognino (Milano) |

|             |           |             |
| Fontana 61’ | Marcatori | 58’ Pinardi |

| Arbitro: | Rocchi (Firenze) |

|                                       |           |             |
| Marcolini 71’ (rig.) Bernardini 90+2’ | Marcatori | 13’ Makinwa |

| Arbitro: | Ayroldi (Molfetta) |

|             |           |          |
| Sedivec 45’ | Marcatori | 2’ Budan |

| Bergamo 23 novembre 2003, ore 15:00 16ª giornata | Atalanta         | 0 – 0 | Napoli | Stadio Atleti Azzurri d'Italia\| Arbitro: \| Paparesta (Bari) \| |
| Arbitro:                                         | Paparesta (Bari) |       |        |                                                                  |

| Arbitro: | Rodomonti (Roma) |

|  |           |              |
|  | Marcatori | 54’ Gonnella |

| Arbitro: | Rodomonti (Roma) |

|                         |           |  |
| Budan 28’ Montolivo 31’ | Marcatori |  |

| Livorno 14 dicembre 2003, ore 15:00 19ª giornata | Livorno             | 0 – 0 | Atalanta | Stadio Armando Picchi\| Arbitro: \| Giannoccaro (Lecce) \| |
| Arbitro:                                         | Giannoccaro (Lecce) |       |          |                                                            |

| Arbitro: | Ayroldi (Molfetta) |

|           |           |                     |
| Budan 89’ | Marcatori | 87’ (rig.) Zampagna |

| Arbitro: | Dondarini (Finale Emilia) |

|                 |           |          |
| Tisci 4’ (rig.) | Marcatori | 7’ Budan |

| Arbitro: | Dattilo (Locri) |

|                  |           |                |
| Gautieri 9’, 84’ | Marcatori | 17’, 60’ Ganci |

| Arbitro: | Farina (Novi Ligure) |

|           |           |                             |
| Perna 33’ | Marcatori | 4’, 56’ Pazzini 45’ Pinardi |

#### Girone di ritorno
| Arbitro: | Rosetti (Torino) |

|              |           |                   |
| Gautieri 82’ | Marcatori | 22’ (aut.) Santos |

| Arbitro: | De Marco (Chiavari) |

|           |           |  |
| Poggi 72’ | Marcatori |  |

| Arbitro: | Giannoccaro (Lecce) |

|  |           |              |
|  | Marcatori | 19’ Beghetto |

| Arbitro: | Saccani (Mantova) |

|  |           |                                                     |
|  | Marcatori | 5’ Pinardi 45’ Montolivo 50’ Gautieri 55’ Marcolini |

| Arbitro: | Brighi (Cesena) |

|                |           |  |
| Gautieri 90+4’ | Marcatori |  |

| Arbitro: | Palanca (Roma) |

|                                                     |           |             |
| Albino 16’ Zola 23’ (rig.), 60’ Loria 83’ Suazo 90’ | Marcatori | 35’ Saudati |

| Arbitro: | Cassarà (Palermo) |

|  |           |                             |
|  | Marcatori | 24’ Italiano 82’ Papa Waigo |

| Arbitro: | Saccani (Mantova) |

|                 |           |             |
| Moscardelli 48’ | Marcatori | 38’ Pinardi |

| Pescara 14 marzo 2004, ore 15:00 32ª giornata | Pescara            | 0 – 0 | Atalanta | Stadio Adriatico\| Arbitro: \| Ayroldi (Molfetta) \| |
| Arbitro:                                      | Ayroldi (Molfetta) |       |          |                                                      |

| Arbitro: | Dondarini (Finale Emilia) |

|               |           |                |
| Marcolini 71’ | Marcatori | 68’ Tiribocchi |

| Arbitro: | Bertini (Arezzo) |

|                                           |           |  |
| Di Napoli 15’ Parisi 45’ Sullo 74’ (rig.) | Marcatori |  |

| Bergamo 28 marzo 2004, ore 20:30 35ª giornata | Atalanta         | 0 – 0 | Palermo | Stadio Atleti Azzurri d'Italia\| Arbitro: \| De Santis (Roma) \| |
| Arbitro:                                      | De Santis (Roma) |       |         |                                                                  |

| Arbitro: | De Marco (Chiavari) |

|                                 |           |  |
| Gautieri 36’ (rig.) Pazzini 57’ | Marcatori |  |

| Arbitro: | Rizzoli (Bologna) |

|  |           |                                             |
|  | Marcatori | 37’ Gautieri 43’ (rig.) Saudati 78’ Pazzini |

| Arbitro: | Farina (Novi Ligure) |

|                                       |           |  |
| Gonnella 27’ Bellini 57’ Gautieri 74’ | Marcatori |  |

| Napoli 24 aprile 2004, ore 20:30 39ª giornata | Napoli          | 0 – 0 | Atalanta | Stadio San Paolo\| Arbitro: \| Brighi (Cesena) \| |
| Arbitro:                                      | Brighi (Cesena) |       |          |                                                   |

| Arbitro: | Girardi (San Donà di Piave) |

|                                       |           |                                     |
| Bellini 33’ Pazzini 37’ Pinardi 90+6’ | Marcatori | 42’ (rig.) Schwoch 65’ (aut.) Taibi |

| Arbitro: | Bergonzi (Genova) |

|                              |           |             |
| Cordova 80’ (rig.) Bruno 85’ | Marcatori | 43’ Saudati |

| Bergamo 16 maggio 2004, ore 20:30 42ª giornata | Atalanta            | 0 – 0 | Livorno | Stadio Atleti Azzurri d'Italia\| Arbitro: \| Collina (Viareggio) \| |
| Arbitro:                                       | Collina (Viareggio) |       |         |                                                                     |

| Arbitro: | De Santis (Roma) |

|                          |           |           |
| Corrent 20’ Zampagna 46’ | Marcatori | 39’ Budan |

| Arbitro: | Tombolini (Ancona) |

|                            |           |  |
| Montolivo 18’ Gautieri 80’ | Marcatori |  |

| Arbitro: | Pieri (Genova) |

|  |           |                                               |
|  | Marcatori | 6’ (rig.) 6’ (rig.) 24’ Montolivo 49’ Pazzini |

| Bergamo 12 giugno 2004, ore 20:30 46ª giornata | Atalanta         | 0 – 0 | Salernitana | Stadio Atleti Azzurri d'Italia\| Arbitro: \| Paparesta (Bari) \| |
| Arbitro:                                       | Paparesta (Bari) |       |             |                                                                  |

### Coppa Italia
| Arbitro: | Brighi (Cesena) |

|                          |           |  |
| Ginestra 42’ Fantini 68’ | Marcatori |  |

| 26 agosto 2003 2ª giornata | Atalanta | – non disputata per forfait di entrambe | Triestina |  |

| 5 settembre 2003 3ª giornata | Vicenza | – non disputata per forfait di entrambe | Atalanta |  |

## Statistiche

### Statistiche di squadra
| Competizione | Punti | In casa | In casa | In casa | In casa | In casa | In casa | In trasferta | In trasferta | In trasferta | In trasferta | In trasferta | In trasferta | Totale | Totale | Totale | Totale | Totale | Totale | DR  |
| Competizione | Punti | G       | V       | N       | P       | Gf      | Gs      | G            | V            | N            | P            | Gf           | Gs           | G      | V      | N      | P      | Gf     | Gs     | DR  |
| ------------ | ----- | ------- | ------- | ------- | ------- | ------- | ------- | ------------ | ------------ | ------------ | ------------ | ------------ | ------------ | ------ | ------ | ------ | ------ | ------ | ------ | --- |
| Serie B      | 77    | 23      | 11      | 10      | 2       | 31      | 16      | 23           | 8            | 10           | 5            | 28           | 20           | 46     | 19     | 20     | 7      | 59     | 36     | +23 |
| Coppa Italia |       | 0       | 0       | 0       | 0       | 0       | 0       | 1            | 0            | 0            | 1            | 0            | 0            | 1      | 0      | 0      | 1      | 0      | 2      | -2  |

### Statistiche dei giocatori
| Giocatore      | Serie B  | Serie B | Serie B     | Serie B    | Coppa Italia | Coppa Italia | Coppa Italia | Coppa Italia | Totale   | Totale | Totale      | Totale     |
| Giocatore      | Presenze | Reti    | Ammonizioni | Espulsioni | Presenze     | Reti         | Ammonizioni  | Espulsioni   | Presenze | Reti   | Ammonizioni | Espulsioni |
| -------------- | -------- | ------- | ----------- | ---------- | ------------ | ------------ | ------------ | ------------ | -------- | ------ | ----------- | ---------- |
| G. Bellini     | 30       | 2       | ?           | ?          | 0            | 0            | 0            | 0            | 30       | 2      | 0+          | 0+         |
| A. Bernardini  | 41       | 1       | ?           | ?          | 1            | 0            | ?            | ?            | 42       | 1      | ?           | ?          |
| R. Bianchi     | 1        | 0       | ?           | ?          | 0            | 0            | 0            | 0            | 1        | 0      | 0+          | 0+         |
| I. Budan       | 23       | 11      | ?           | ?          | 0            | 0            | 0            | 0            | 23       | 11     | 0+          | 0+         |
| A. Calderoni   | 2        | 0       | ?           | ?          | 1            | 0            | ?            | ?            | 3        | 0      | ?           | ?          |
| G. Comandini   | 6        | 0       | ?           | ?          | 0            | 0            | 0            | 0            | 6        | 0      | 0+          | 0+         |
| L. Della Rocca | 6        | 0       | ?           | ?          | 0            | 0            | 0            | 0            | 6        | 0      | 0+          | 0+         |
| C. Gautieri    | 46       | 11      | ?           | ?          | 0            | 0            | 0            | 0            | 46       | 11     | 0+          | 0+         |
| N. Gonnella    | 41       | 2       | ?           | ?          | 1            | 0            | ?            | ?            | 42       | 2      | ?           | ?          |
| D. Innocenti   | 34       | 0       | ?           | ?          | 1            | 0            | ?            | ?            | 35       | 0      | ?           | ?          |
| A. Lazzari     | 6        | 0       | ?           | ?          | 0            | 0            | 0            | 0            | 6        | 0      | 0+          | 0+         |
| M. Marcolini   | 45       | 6       | ?           | ?          | 1            | 0            | ?            | ?            | 46       | 6      | ?           | ?          |
| N. Mingazzini  | 31       | 0       | ?           | ?          | 1            | 0            | ?            | ?            | 32       | 0      | ?           | ?          |
| R. Montolivo   | 41       | 4       | ?           | ?          | 1            | 0            | ?            | ?            | 42       | 4      | ?           | ?          |
| B. Pagano      | 5        | 0       | ?           | ?          | 1            | 0            | ?            | ?            | 6        | 0      | ?           | ?          |
| G. Pazzini     | 39       | 9       | ?           | ?          | 1            | 0            | ?            | ?            | 40       | 9      | ?           | ?          |
| A. Pinardi     | 37       | 7       | ?           | ?          | 1            | 0            | ?            | ?            | 38       | 7      | ?           | ?          |
| F. Rustico     | 12       | 0       | ?           | ?          | 0            | 0            | 0            | 0            | 12       | 0      | 0+          | 0+         |
| Santos         | 6        | 0       | ?           | ?          | 0            | 0            | 0            | 0            | 6        | 0      | 0+          | 0+         |
| M. Sarr        | 6        | 0       | ?           | ?          | 1            | 0            | ?            | ?            | 7        | 0      | ?           | ?          |
| L. Saudati     | 19       | 6       | ?           | ?          | 0            | 0            | 0            | 0            | 19       | 6      | 0+          | 0+         |
| V. Šmit        | 24       | 0       | ?           | ?          | 0            | 0            | 0            | 0            | 24       | 0      | 0+          | 0+         |
| M. Taibi       | 46       | 0       | ?           | ?          | 1            | 0            | ?            | ?            | 47       | 0      | ?           | ?          |
| D. Vugrinec    | 15       | 0       | ?           | ?          | 0            | 0            | 0            | 0            | 15       | 0      | 0+          | 0+         |
| D. Zenoni      | 42       | 0       | ?           | ?          | 1            | 0            | ?            | ?            | 43       | 0      | ?           | ?          |